# L'eau froide
L'eau froide è un film del 1994 diretto da Olivier Assayas.
Inizialmente concepito come episodio dalla durata di un’ora della serie televisiva collettiva "Tous les garçons et les filles de leur age", venne intitolato "La page blanche"; solo successivamente il film venne integrato con nuovi inserti, fatto uscire in sala e distribuito con un nuovo titolo.
Il film venne presentato al Festival di Cannes 1994, nella sezione Un Certain Regard.
Ha come protagonista Virginie Ledoyen nel suo primo ruolo da protagonista.

## Trama
Christine è una giovane adolescente introversa e turbata da una situazione famigliare complicata. I genitori sono divorziati e la madre, con la quale vive, non è molto presente. Gilles, da parte sua, è un ragazzo insofferente per principio alle regole della società e ha un rendimento scolastico disastroso. Si conoscono, si piacciono, si mettono insieme. Un giorno Christine commette un furto in un supermercato. Scoperta, finisce in un istituto di correzione. Riesce a scappare e si ritrova con Gilles. I due, girovagando, si imbattono in una festa presso un casolare dove fanno amicizia con un gruppo assortito di ragazzi e ragazze. Passano la notte con loro ballando e fumando erba mentre sul giradischi si alternano i brani più in voga di quel periodo. La mattina dopo Christine e Gilles decidono di partire insieme verso una meta non precisata.